# Teresa Rodrigo Anoro
Teresa Rodrigo Anoro (Lérida, 28 de diciembre de 1956 - Santander, 21 de abril de 2020) fue una física española, catedrática de física atómica de la Universidad de Cantabria. Es considerada la 'madre española' del bosón de Higgs.

## Biografía y educación
Obtuvo la licenciatura en Ciencias Físicas en la Universidad de Zaragoza en 1980. Posteriormente se doctoró en Ciencias Físicas en la Universidad Autónoma de Madrid en 1985. Trabajó en el Centro de Investigaciones Energéticas, Medioambientales y Tecnológicas (CIEMAT)) entre 1981 y 1987. Realizó una estancia postdoctoral en la Organización Europea para la Investigación Nuclear (CERN) , por sus isiglas en francés) (Suiza) entre 1988 y 1990 y en el Fermi National Accelerator Laboratory (EE. UU.) desde 1990 hasta 1993.
Profesora de física atómica y nuclear de la Universidad de Cantabria desde 1994 y catedrática desde 2002. Desde 1994 trabajó en el Instituto de Física de Cantabria (CSIC-UC) donde fue directora del Departamento de Estructura de la Materia entre 2001 y 2007. En 2016 es nombrada directora del Instituto de Física de Cantabria.
Rodrigo participó en dos experimentos de gran importancia: en el Collider Detector at Fermilab (CDF) trabajó en el experimento que llevó al descubrimiento del "top quark", colaborando en diferentes aspectos fundamentales de la investigación. Jugó un papel importante en el descubrimiento del bosón de Higgs en el año 2012. Este experimento se llevó a cabo en el Large Hadron Collider (LHC), el gran acelerador de partículas del Laboratorio Europeo CERN, en Ginebra. Por su dedicación y resultados en este experimento, en 2010, fue elegida Presidenta del Consejo de Colaboración Internacional del Solenoide compacto de muones (CMS, por sus siglas en inglés Compact Muon Solenoid) en el que participan instituciones de 40 países. Desde 2012 a 2017 formó parte del Comité de Política Científica del CERN.
En 2018 fue incluida en la La Tabla Periódica de las Científicas con motivo de la celebración del 150.º aniversario de la publicación de Mendeléyev y la declaración del 2019 como el Año Internacional de la Tabla Periódica de los Elementos Químicos.
Debido a problemas de salud que padecía falleció en Santander el 21 de abril de 2020 a los sesenta y tres años de edad.

## Obra
- Observation of a new boson at a mass of 125 GeV with the CMS experiment at the LHC. CMS Collaboration (Serguei Chatrchyan (Yerevan Phys. Inst.) et al.). Jul 2012. Published in Phys.Lett. B716 (2012) 30-61. DOI: 10.1016/j.physletb.2012.08.021 e-Print: arXiv:1207.7235 [hep-ex]

- Combined results of seraches for the standard model Higgs boson in pp collisions at sqrt(s)= 7 TeV. CMS Collaboration (Serguei Chatrchyan (Yerevan Phys. Inst.) et al.) feb de 2012. Published in Phys.Lett. B710 (2012) 26-48 DOI: 10.1016/j.physletb.2012.02.064 e-Print: arXiv:1202.1488 [hep-ex]

- The performance of the CMS muon detector in proton-proton collisions at sqrt(s)=7 TeV at te LHC. CMS Collaboration (Serguei Chatrchyan (Yerevan Phys. Inst.) et al.) 28 de junio de 2013. 101 pp. Published in JINST 8 (2013) P11002 DOI: 10.1088/1748-0221/8/11/P11002 e-Print: arXiv:1306.6905 [physics.ins-det]

- Alignment Systems in LHC General Purpose Detectors. J. Bensinger and T. Rodrigo. Published in Nucl.Instrum.Meth. A666 (2012) 173-196 DOI: 10.1016/j.nima.2011.04.058

- The CMS experiment at the CERN LHC. CMS Collaboration (S. Chatrchyan (Yerevan Phys. Inst.) et al.). Aug 2008. 361 pp. Published in JINST 3 (2008) S08004 DOI: 10.1088/1748-0221/3/08/S08004

- Construction process and read-out electronics of amorphous silicon position detectors for multipoint alignment monitoring. C. Kohler, M.B. Schubert, B. Lutz, J.H. Werner (STW, Stuttgart), J. Alberdi, P. Arce, J.M. Barcala, E. Calvo, A. Ferrando, M.I. Josa (Madrid, CIEMAT) et al.. 2009. 13 pp. Published in Nucl.Instrum.Meth. A608 (2009) 55-67 DOI: 10.1016/j.nima.2009.06.058

- Measurement of the t anti-t Production Cross Section in p anti-ptnipbar Collisions at s√ = 1.96-TeV. CDF Collaboration (A. Abulencia (Illinois U., Urbana) et al.). FERMILAB-PUB-06-164-E. Jun 2006. Published in Phys.Rev.Lett. 97 (2006) 082004 e-Print: hep-ex/0606017

- The CDF-II time-of-flight detector. CDF Collaboration (S. Cabrera (Cantabria U.) et al.). Jul 2002. 18 pp. Published in Nucl.Instrum.Meth. A494 (2002) 416-423 DOI: 10.1016/S0168-9002(02)01512-7 Observation of top quark production in p¯p collisions.

- CDF Collaboration (F. Abe (KEK, Tsukuba) et al.). FERMILAB-PUB-95-022-E, CDF-PUB-TOPPUBLIC- 3040, ANL-HEP-PR-95-44. Mar 1995. 18 p. Publicado en Phys.Rev.Lett. 74 (1995) 2626-2631 e-Print: hep-ex/9503002

- Studies of Intermediate Vector Boson Production and Decay in UA1 at the CERN Proton-Antpotron Collider. UA1 Collaboration (C. Albajar et al.) nov 1988. 145 p. Publicado en Z.Phys. C44 (1989) 15-61 DOI: 10.1007/BF01548582

### Trabajos de divulgación
- El Quark Top. J.M. Benlloch, T. Rodrigo, and J. Troconiz. El País-Futuro. Mayo 1994 y Anuario 1994
- Los procesos de descubrimiento y la vida en el laboratorio. T. Rodrigo. Jornadas Interacciones Género y Ciencia. Universidad de Zaragoza. Mayo 1998
- El descubrimiento de la luz débil. T. Rodrigo. CERN 50 Aniversario Museo Nacional de Ciencia y Tecnología. Febrero 2005
- El programa experimental del LHC. C. Albajar et al. Publicado en la Revista Española de Física 20 (2) (Mujeres en Física), 2006
- La búsqueda del Bosón de Higgs. M. Bosman and T. Rodrigo. Publicado en Investigación y Ciencia, septiembre de 2012
- El Bosón de Higgs. A. Casas and T. Rodrigo. Publicaciones CSIC, diciembre de 2012 – Colección ¿Qué sabemos de?[9] ISBN 8483197723, ISBN 9788483197721

## Premios y reconocimientos
- En 2016 recibió el I Premio Julio Peláez a Pioneras de las Ciencias Físicas, Químicas y Matemáticas, otorgado por la Fundación Tatiana Pérez de Guzmán el Bueno .[10][11]
- Elegidas Top 100 Mujeres Líderes en España 2014, ranking puesto en marcha en 2011 por Mujeresycia.com que dirige Mercedes Wullich. Participó en la Categoría Académicas e investigadoras en la 4ª edición junto a una treintena de mujeres, compartiendo su logro con las investigadoras María José Alonso, Monserrat Calleja, Mara Dierssen, Josefina Maestu , María Ángeles Martín Prats y Guadalupe Sabio y las académicas Carmen Iglesias, Araceli Mangas y Carmen Núñez García.[12]
- Doctora honoris causa por la Universidad Internacional Menéndez y Pelayo.[13]
- Medalla de plata de la Universidad de Cantabria.[13]